# Robert Andersen
Robert Kiplagat Andersen (né le 12 décembre 1972 au Kenya) est un athlète danois spécialiste du 1 500 mètres.

## Biographie
Champion du Danemark du 1 500 mètres en 2003, il se classe huitième des Championnats du monde 1997, à Athènes, et établit lors de cette saison au meeting de Zurich son record personnel sur la distance en 3 min 31 s 17. Il obtient le meilleur résultat de sa carrière en fin de saison 1997 en remportant la finale du Grand Prix, à Fukuoka, en devançant au sprint le Marocain Hicham El Guerrouj.

### Palmarès
| Date | Compétition           | Lieu    | Résultat | Épreuve |
| ---- | --------------------- | ------- | -------- | ------- |
| 1997 | Championnats du monde | Athènes | 8e       | 1 500 m |
| 1997 | Finale du Grand Prix  | Fukuoka | 1er      | 1 500 m |

### Records
| Épreuve | Performance   | Lieu   | Date         |
| ------- | ------------- | ------ | ------------ |
| 1 500 m | 3 min 31 s 17 | Zurich | 13 août 1997 |